# Ярош Грицина
Грицина Ярош Григорович (пер. пол. XVII століття — ост. чверть XVII століття) — козацький військовий та державний діяч, дипломат, паволоцький полковник.

## Життєпис

### Походження
Походження його невідоме. В різних джерелах Яроша називали ще Гриценком, Грицівченком, Грицютою, Грицютенком та Грицьком, що може свідчити лише про те, що батька його звали Грицем (Григорієм). У Реєстру Війська Запорозького 1649 року в складі Золотоніської сотні Черкаського полку записаний Ярош Грицовченко, серед козаків з Корниче в складі Тимонівської сотні Брацлавського полку записаний Ярош Григоренко; в Борківській сотні Полтавського полку 8-им записано Яроша Грисченка.

### Гетьманування Павла Тетері
Ймовірно, Ярош Грицина став паволоцьким полковником через деякий час після загибелі І. Богуна в лютому 1664 року. Перед цим він, очевидно, деякий час займав у цьому полку певні старшинські посади, що було обов'язковим перед зайняттям полковницького уряду.
Під час походу короля Яна ІІ Казимира на Лівобережжя 1663-1664 років у тилу війська розпочалося антипольське повстання, спрямоване на повалення уряду гетьмана Павла Тетері. Ярош Грицина зайняв прогетьманську сторону та взяв участь у спробах придушити повстання. Можливо, саме така позиція й зіграла вирішальну роль у призначенні його полковником. 22 травня (1 червня) 1664 року війська під керівництвом С. Чарнецького та П. Тетері підійшли під Канів. Разом з гетьманом були козаки Паволоцького полку, на чолі якого, ймовірно, вже тоді перебував Я. Грицина; а також Білоцерківського й Корсунського полків. Штурми 22 і 29 травня виявилися безрезультатними. Тетеря зі своїми козаками відійшов до Білої Церкви, а С. Чарнецький 2 (12) червня 1664 р. відступив до Стеблева.
Відомою є його участь у облогах Ставища (липень-жовтень 1664) та Лисянки (осінь-зима 1664 — зима 1665 років). Під час останньої в листопаді відбулася козацька рада. Її учасники, серед яких і паволоцький полковник Я. Грицина, звернулися до короля Речі Посполитої з «Суплікою від старшини Війська Запорозького повезена послом до короля і Речі Посполитої», в якій висловлювалося проханням перетворити Військо Запорозьке з держави на звичайне військо, яке перебувало б на службі у короля. Це була перша відома письмова згадка про Я. Грицину на уряді паволоцького полковника. Супліка була включена до «Інструкції на вальний варшавський сейм», даної гетьманом Тетерею та військом в обозі під Лисянкою 30 листопада (10 грудня) 1664 р..
Після самопроголошення С. Опарою себе гетьманом Правобережної України, останній у червні-липні 1665 року розсилав свої листи правобережним полковникам (у тому числі білоцерківському й паволоцькому Я. Грицині), закликаючи їх на козацьку раду на р. Росаву й обіцяючи всім ханську протекцію. Достовірно невідомо, зголосився паволоцький полковник на заклики Опари, чи залишився під впливом одного з наймогутніших репрезентантів королівської влади на Правобережжі — коменданта білоцерківської фортеці Я. Стахурського. Можливою є також, принаймні, перманентна підтримка Я. Грициною конкурента Опари в боротьбі за гетьманство — овруцького полковника Д. Децика. В листі останнього від 1665 року вказується, що «полковник Бѣлоцерковскій Ерошъ обереженіе намъ изъ Бѣлой Церкви учинилъб чтобъ мы остерегательны были на се время». Можливо, тут згадується саме Ярош Грицина, але помилково він названий білоцерківським полковником.

### Гетьманування Петра Дорошенка
Врешті-решт Ярош Грицина став на бік Петра Дорошенка та 18 (28) серпня 1665 року на раді під Богуславом опинився серед тих, хто проголосив останнього гетьманом Правобережної України.

#### Посольство до Варшави 1666 року
Я. Грицина 20 лютого (2 березня) 1666 року брав участь у Лисянській козацькій раді. З цієї ради було виправлено посольство на чолі з чигиринським полковником Прокопом Бережицьким на Сейм до Варшави, до складу якого увійшов і паволоцький полковник.
Із тогочасних згадок про витрати Речі Посполитої на козацьких послів відомо, що 11 (21) квітня 1666 року до Варшави прибули як посли паволоцький полковник Ярош Грицютенко (Грицина) на чолі «20 полкових послів» та Іван Василевський, а 28 квітня (8 травня) — Прокіп Семенович. Чисельність посольства на чолі з Ярошем Грицютенком підказує, що їхнім завданням було ознайомити сейм і короля з інструкцією Лисянської ради.
Згідно з ухваленою на раді «Інструкцією», посли насамперед мали клопотатися перед королем і Сеймом про захист інтересів («вольностей») православної церкви й домагатися заборони уніатам втручатися до справ православ'я. Посли мали порушити питання про те, щоб після повернення Києва і Задніпров'я під владу короля там можна було б «розмножувати латинські науки». Вони повинні були також клопотатися про дозвіл усім охочим вірянам відкривати бурси і семінарії. Центральне місце в документі, зрозуміло, відводилося проханням щодо розв'язання далеко не простих питань політичного життя Гетьманщини, визначення її правового статусу у складі Речі Посполитої, врегулювання взаємин із польськими залогами, розташованими в козацькій Україні. Посольство отримало повноваження вести переговори щодо поновлення чинності статей Зборівського договору 1649 р., які стосувалися привілеїв Війська Запорозького. Воно мало добиватися, щоб козаки вільно проживали не лише в королівських володіннях, а й у маєтках шляхти та духовних осіб. Козаки повинні підпорядковуватися тільки «козацькому праву» — у кожному полку козак мав підлягати суду полковника чи старшини. «Інструкцією» порушувалися також інші питання, включно зі сприянням звільненню з московської неволі ув'язнених козаків (з-поміж них і братів П. Дорошенка Григорія та Андрія).
Посольство Яроша Грицютенка перебувало у Варшаві до 25 травня (4 червня), а Прокіп Бережицький — до 26 травня (5 червня). Посли двічі були на аудієнції у короля — 9 (19) травня та 24 травня (3 червня). Я. Грицина у цьому посольстві, ймовірно, виконував свої окремі завдання.

#### Військові виправи 1666—1670 років
Дорошенко планував на літо 1666 р. акцію на Лівобережжі. В листі від 5 (15) липня до Я. Стахурського він сповіщає, що дав наказ полкам Кальницькому, Подільському й Паволоцькому мобілізуватись і сходитись коло Чорногородки для блокування московської залоги у Києві.
Переговори між урядами П. Дорошенка та Речі Посполитої зайшли у глухий кут і це спричинило війну 1666-1667 років, у військових виправах якої на чолі Паволоцького полку взяв участь і Ярош Грицина. Можливо, він був серед козацького війська під час походу П. Дорошенка до Браїлова в грудні 1666 року.
Оскільки білоцерківський комендант Я. Стахурський частими роз'їздами намагався утримати під контролем шлях до Полісся, 2 (12) березня 1667 року П. Дорошенко видав у Чигирині наказ паволоцькому полковнику Ярошу Грицині про розміщення в його полку та на Поліському шляху іноземних найманців під командою полковника Левка Переяславця. Однак вони діяли незлагоджено, що дозволило Я. Стахурському блискавичним нападом оволодіти Паволоччю й вирізати її мешканців.
Напевно відомою є участь Я. Грицини у облозі Білої Церкви 1667 року, спрямованій на очищення міста від польської залоги, котра перебувала там від часів гетьмана Павла Тетері з 1664 року. Гетьман Петро Дорошенко виправив до Білої Церкви військо у складі Уманського, Торговицького, Кальницького та Паволоцького полків (всього 8 тисяч), призначивши до нього гетьманом наказним Генерального осавула Дем'яна Пиляя. Облога почалася у червні і тривала до вересня, але міста здобути не вдалося. Облогу було припинено у зв'язку з необхідністю в участі полків, які стояли під Білою Церквою, в поході до Підгайців.
Ярош Грицина з Паволоцьким полком також мав брати участь у цьому поході. Про нього згадується в тексті Підгаєцької угоди від 19 (29) жовтня 1667 року, укладеної між польним гетьманом коронним Речі Посполитої Яном Собєським і гетьманом Петром Дорошенком:
|  | «Тим же розпорядженням [Ян Собєський] накаже панові коменданту [білоцерківської фортеці Яну Стахурському], щоб як церковні речі, так і те, що взято в полковника паволоцького [Яроша Грицини], віддав цілком, кому належить, без усілякої відволоки, аби всі покривджені були задоволені» |

.
Після вибуху протимосковського повстання на Лівобережній і Слобідській Україні, в травні 1668 року проти повстанців було кинуто значні московські війська. Лівобережний гетьман І. Брюховецький закликав на допомогу П. Дорошенка, і той негайно виступив у похід з 8 правобережними полками, серед яких був і Паволоцький Я. Грицини.
По завершенню походу на Лівобережжя Я. Грицина брав участь у білоцерківській виправі в червні-липні 1668 року. Вона була спричинена порушенням умов Підгаєцької угоди 1667 року, в якій містилось положення про зменшення чисельності польської залоги у Білій Церкві та про заборону залозі чинити прикрощі місцевому населенню. Але ці положення не виконувалися як урядом Речі Посполитої, так і білоцерківською залогою. Польські хоругви ще перед походом П. Дорошенка на Лівобережжя підступно напали на Паволоцький і Кальницький полки.
У кінці червня білоцерківський полковник С. Бутенко взяв в облогу білоцерківську залогу (3 тисячі війська та 56 гаківниць), очолювану Яном Стахурським, і спробував здобути місто силами свого полку. Коли йому це не вдалося, він звернувся по допомогу до Григорія Дорошенка, який перебував у таборі під Іллінцями. Наказний гетьман направив до нього паволоцького полковника Яроша Гриценка та 200 подністрянських левенців. Спільними силами вони вранці 2 (12) липня напали на білоцерківську залогу, проте зазнали відчутної поразки. До полону потрапило півсотні козаків, серед них три сотники та наказний паволоцький полковник. Невідомо, чи був це сам Я. Грицина, чи мова йде дійсно про наказного полковника, якого він відправив на чолі полку.
В середині вересня Паволоцький полк разом з 8 іншими правобережними полками на чолі з гетьманом Дорошенком стояв над Дніпром під Сокирною.

#### Тимчасове перебування під проводом кошового гетьмана Петра Суховія
Під час походу Петра Суховія на Чигирин, Ярош Грицина, що йшов з Паволоцьким полком на допомогу гетьманові П. Дорошенку, 21 (31) липня 1669 року в Смілі він був підступно захоплений кошовим гетьманом і, разом з Корсунським, Уманським, Торговицьким та Білоцерківським полками, примушений приєднатися до війська останнього. Як писав 31 липня (10 серпня) І. Ґізелю Й. Тукальський, П. Суховієнко «раптово разом з ними (татарами) на полковників…, що стояли під Смілою, прибувши, в свою неволю побрав і наказуючи їм по добрій волі з собою бути, ледь не на арканах…» перетягнув до себе.
Прибічники П. Суховія у його таборі уклали угоду з кримськими сотниками про військово-політичний союз на зразок того, що існував за гетьманування Богдана Хмельницького. Ярош Грицина в універсалі до городових отаманів і поспільства роз'яснював, що «полки наші всі українські з їх мм. панами солтанами і всією державою Кримською знову по-стародавньому, як за небіжчика Хмельницького бувало, так і тепер постановили між собою присягою спільною все Військо Запорозьке, так і з Низовим Військом взяли ми одну присягу ніколи не розривати братерства з Кримською державою аж навіки…».
В кінці липня біля с. Конончі гетьман П. Дорошенко був оточений козаками П. Суховія, серед яких був і Паволоцький полк Я. Грицини, та його союзником — татарською ордою. Облога тривала 5 тижнів, і лише після прибуття турецького чауша, котрий привіз Дорошенку клейноди від султана, татари відійшли до Криму, а П. Суховій до Умані.
Наприкінці першої декади серпня 1669 р. ≪учинили з Уманським, Кальницьким, Паволоцьким, Корсунським та іншими полками Раду під Уманем і обрали Гетьманом уманського полковника М. Ханенка, а писарем у нього Суховія≫. Але невдовзі три полковники (крім уманського, який залишився вірним Ханенкові), в тому числі й паволоцький Я. Грицина, повернулися під владу П. Дорошенка.

#### Участь у протистоянні П. Дорошенка з М. Ханенком
В кінці жовтня 1669 року Паволоцький полк на чолі з Я. Грициною, разом з Корсунським, Білоцерківським, Брацлавським і Кальницьким полками, під проводом Г. Дорошенка, Я. Лизогуба та І. Сірка зібралися в Вільховці, готуючись до походу на Умань. Тут вони були оточені підрозділами М. Ханенка, П. Суховія та Ю. Хмельницького. Після підходу на допомогу Білгородської орди, облога була знята. Об'єднане військо, вочевидь, під керівництвом Я. Лизогуба швидким маршем вирушило на виручку П. Дорошенку, якого Ханенко обложив у Стеблеві. 8 (18) листопада війська Ханенка були розгромлені.
В січні 1670 року між Котельнею й Паволоччю татари перестріли козацьких послів, які поверталися з коронаційного сейму. Відібравши листи від сенаторів та ознайомившись з їх змістом, вони розцінили дану дипломатичну акцію як зраду султана і, розлютившись, порубали послів та напали на населення Паволоцького та Білоцерківського полків, яке проживало у цьому районі. У відповідь «повстала Україна, вигнали татар, багатьох із них повбивали, інших, роздягнувши у морози, згубили і велике знищення татарам вчинили». Унаслідок виступу української людності орду було розгромлено. Втрати татар становили близько 3-6 тис. осіб. Щоб підтримати позитивні настрої серед козацтва вищевказаних полків, П. Дорошенко пише 6 (16) лютого з Чигирина листа до полковників білоцерківського та паволоцького, сповіщаючи їх про те, що сілістрійський паша обіцяє йому свою приязнь, і наказуючи списати всі шкоди, пороблені татарами по їхніх полках, і надіслати йому, так само і реєстр зловлених татар.
У березні 1670 року Паволоцький полк у складі корпусу, очолюваного наказним гетьманом С. Бутенком, взяв участь у захисті лояльних до гетьмана Дорошенка лівобережних сотень Черкаського полку від наступу лівобережних козацьких полків під керівництвом Р. Дмитрашка-Райчі. Однак, вочевидь, через загрозу нападу запорожців і татар ця акція не відбулася.

#### Острозька комісія та її наслідки. Дипломатична діяльність Грицини
Десь близько 19 (29) серпня 1670 року гетьман отримав пересланого йому паволоцьким полковником Грициною листа польських комісарів з Острозької комісії (їхній посланець із невідомих причин мав сутичку з козаками в околиці Паволочі, був важко поранений і відвезений до Полонного). В ньому повідомлялося про те, що українські посли залишили місце переговорів.
У відповідь на підписання на початку вересня Річчю Посполитою Острозької угоди з делегатами низового Запорозького війська про те, що гетьманська булава невдовзі перейде до М. Ханенка, Петро Дорошенко зібрав у вересні у Чигирині раду генеральної старшини і полковників. 1 (11) грудня 1670 року старшинська рада остаточно ухвалила визнати протекцію турецького султана Мегмеда IV. Окрім того, Дорошенко виконав свою погрозу й послав до Бахчисараю брацлавського полковника П. Лисицю із завданням прохати кримського хана Аділь Ґерая про надання військової допомоги проти Речі Посполитої. З аналогічним завданням до Константинополя вирушив колишній паволоцький полковник Ярош Грицина. Отже, він принаймні до початку грудня 1670 року залишався полковником у Паволоцькому полку, потім на цій посаді його замінив Григорій Гамалія (згадується найраніше з лютого 1671).
За даними В. Заруби, Я. Грицина в цей час неодноразово також їздив послом до Варшави (1669, 1670, 1671)..

#### Остання згадка
Остання згадка про нього стосується займання уряду охочепіхотного полковника 1678 року, без уточнення, у чиєму війську — гетьманів Івана Самойловича чи Юрія Хмельницького. На жаль, інформація про час та місце смерті Яроша Грицини наразі відсутня.